# Cormocephalus buttneri
Cormocephalus buttneri är en mångfotingart som beskrevs av Kraepelin 1903. Cormocephalus buttneri ingår i släktet Cormocephalus och familjen Scolopendridae.
Artens utbredningsområde är:
- Kenya.
- Malawi.
- Tanzania.
- Zimbabwe.

Inga underarter finns listade i Catalogue of Life.